# Liste der Kulturdenkmäler in Rumbach
In der Liste der Kulturdenkmäler in Rumbach sind alle Kulturdenkmäler der rheinland-pfälzischen Ortsgemeinde Rumbach aufgeführt. Grundlage ist die Denkmalliste des Landes Rheinland-Pfalz (Stand: 14. Dezember 2023).

## Denkmalzonen
| Bezeichnung          | Lage                                                                | Baujahr                 | Beschreibung | Bild            |
| -------------------- | ------------------------------------------------------------------- | ----------------------- | --- | --------------- |
| Denkmalzone Ortskern | Ortsstraße 22–36 (gerade Nummern) und 21–43 (ungerade Nummern) Lage | 18. und 19. Jahrhundert | westliche Hälfte des Ortskerns mit der evangelischen Pfarrkirche, dem ehemaligen Pfarrhof (Ortsstraße 21), dem Rathaus und den durchweg im 18. und 19. Jahrhundert entstandenen Wohnhäusern und Gehöften | Fotos hochladen |

## Einzeldenkmäler
| Bezeichnung                 | Lage                                 | Baujahr                            | Beschreibung | Bild                           |
| --------------------------- | ------------------------------------ | ---------------------------------- | --- | ------------------------------ |
| Brunnen                     | Hauptstraße, Ecke Schützenhügel Lage | zweite Hälfte des 19. Jahrhunderts | Laufbrunnen, gusseisern, zweite Hälfte des 19. Jahrhunderts                                                                                        | Fotos hochladen                |
| Wohnhaus                    | Hauptstraße 12 Lage                  | 1827                               | Fachwerkhaus, teilweise massiv, erbaut 1827 | Fotos hochladen                |
| Quereinhaus                 | Hauptstraße 17 Lage                  | frühes 19. Jahrhundert             | eingeschossiges Fachwerk-Quereinhaus, frühes 19. Jahrhundert                                                                                       | Fotos hochladen                |
| Hofanlage                   | Hauptstraße 28 Lage                  | 1728                               | Fachwerk-Streckhof, teilweise massiv, bezeichnet 1728                                                                                              | Fotos hochladen                |
| Wohnhaus                    | Hauptstraße 34 Lage                  | zwischen 1745 und 1765             | Fachwerkhaus, teilweise massiv, erbaut zwischen 1745 und 1765                                                                                      | Fotos hochladen                |
| Wohnhaus                    | Hauptstraße 52 Lage                  | 1834                               | Fachwerkhaus, teilweise massiv, erbaut 1834, Fachwerk-Zwerchhaus aufgesetzt zwischen 1912 und 1929                                                 | Fotos hochladen                |
| Wohnhaus                    | Hauptstraße 54 Lage                  | vor 1800                           | Fachwerkhaus, teilweise massiv, erbaut vor 1800 | Fotos hochladen                |
| Villa                       | In den Heuwiesen 1 Lage              | um 1920/30                         | ehemaliges Doktorhaus; repräsentativer Mansardwalmdachbau, Reformarchitektur, um 1920/30                                                           | Fotos hochladen                |
| Rathaus                     | Kirchdöll 1 Lage                     | Mitte des 19. Jahrhunderts         | Quadermauerwerk, Mitte des 19. Jahrhunderts | Fotos hochladen                |
| Evangelische Christuskirche | Kirchdöll 5 Lage                     |                                    | romanischer Saalbau, im 14. Jahrhundert und 1731 verändert                                                                                         | weitere Bilder Fotos hochladen |
| Kriegerdenkmal              | Kirchdöll, bei Nr. 5 Lage            |                                    | Kriegerdenkmal 1914/18 | weitere Bilder Fotos hochladen |
| Wohnhaus                    | Ortsstraße 1 Lage                    | 1725                               | Fachwerkhaus, teilweise massiv, bezeichnet 1725, Fachwerkschuppen                                                                                  | weitere Bilder Fotos hochladen |
| Hofanlage                   | Ortsstraße 5 Lage                    | 1748                               | Streckhof; Fachwerkhaus, teilweise massiv, Krüppelwalmdach, bezeichnet 1748                                                                        | Fotos hochladen                |
| Quereinhaus                 | Ortsstraße 9 Lage                    | um 1700                            | Fachwerk-Quereinhaus, teilweise massiv, um 1700 | Fotos hochladen                |
| Pfarrhaus                   | Ortsstraße 21 Lage                   | 1720                               | ehemaliges Pfarrhaus, Walmdachbau, bezeichnet 1720; Scheune, stattlicher Krüppelwalmdachbau, bezeichnet 1739; Stallgebäude; ehemaliger Pfarrgarten | Fotos hochladen                |
| Wohnhaus                    | Ortsstraße 24 Lage                   | 1712                               | Fachwerkhaus, teilweise massiv, bezeichnet 1712 | Fotos hochladen                |
| Wohnhaus                    | Ortsstraße 26 Lage                   | 1840                               | Fachwerkhaus, teilweise massiv, bezeichnet 1840 | Fotos hochladen                |
| Wohnhaus                    | Ortsstraße 27 Lage                   | 1725                               | stattliches Fachwerkhaus, teilweise massiv, bezeichnet 1725                                                                                        | Fotos hochladen                |
| Quereinhaus                 | Ortsstraße 34 Lage                   | 1775                               | kleines Quereinhaus, Fachwerkgiebel, bezeichnet 1775                                                                                               | Fotos hochladen                |
| Wohnhaus                    | Ortsstraße 35 Lage                   | vor 1840                           | Fachwerkhaus, erbaut vor 1840 | Fotos hochladen                |
| Wohnhaus                    | Ortsstraße 37 Lage                   | 1816                               | Fachwerkhaus, bezeichnet 1816 | Fotos hochladen                |
| Wohnhaus                    | Ortsstraße 39 Lage                   | 1821                               | Fachwerkhaus, bezeichnet 1821 | Fotos hochladen                |
| Wohnhaus                    | Ortsstraße 41 Lage                   | 1787                               | Wohnhaus einer Hofanlage, bezeichnet 1787, Fachwerkbau, teilweise massiv                                                                           | Fotos hochladen                |
| Wohnhaus                    | Ortsstraße 42 Lage                   | 16. Jahrhundert                    | eineinhalbgeschossiges Fachwerkhaus, im Kern eventuell noch aus dem 16. Jahrhundert                                                                | Fotos hochladen                |
| Wohnhaus                    | Ortsstraße 43 Lage                   |                                    | Fachwerkhaus, teilweise massiv | Fotos hochladen                |
| Brunnen                     | Ortsstraße, bei Nr. 44 Lage          | 1879                               | Laufbrunnen, 1879 | Fotos hochladen                |
| Wohnhaus                    | Ortsstraße 52 Lage                   | 18. Jahrhundert                    | Fachwerkhaus, 18. Jahrhundert | Fotos hochladen                |
| Wohnhaus                    | Ortsstraße 58 Lage                   | 1828                               | Fachwerkhaus, teilweise massiv, erbaut 1828 | Fotos hochladen                |
| Hofanlage                   | Söllerhohl 1/3 Lage                  | 18. und 19. Jahrhundert            | Hofanlage, 18. und 19. Jahrhundert; Unterstallhaus mit Fachwerkteilen, bauliche Gesamtanlage                                                       | Fotos hochladen                |